# Passiflora berteroana
Passiflora berteroana Balb. ex DC. – gatunek rośliny z rodziny męczennicowatych (Passifloraceae Juss. ex Kunth in Humb.). Występuje endemicznie na Haiti. 

## Morfologia
PokrójLiany dorastające do 1,5–4 m wysokości.
LiścieTrójlistkowe. Blaszka liściowa listków ma potrójnie klapowany kształt. Nasada liścia jest ścięta. Mają 1,2–3 cm długości oraz 2–4 cm szerokości. Są całobrzegie. Ogonek liściowy jest owłosiony i ma długość 2–3 mm. Przylistki są szydłowate, mają 2–4 mm długości.
KwiatyPojedyncze lub zebrane w pary. Działki kielicha są szydłowate, zielone lub białawe, mają 4–7 cm długości. Płatki są szydłowate, białe lub zielonkawe, mają 3 cm długości. Przykoronek ułożony jest w dwóch rzędach, zielony lub żółtawy.
OwoceSą kulistego kształtu. Mają 0,7 cm średnicy.